# Thapsinillas
Thapsinillas es un género de aves paseriformes perteneciente a la familia Pycnonotidae. Sus miembros son endémicos de las Molucas.

## Taxonomía
Anteriormente todos sus miembros se consideraban una sola especie del género Alophoixus. En 2008 se escindieron en tres especies, y se restauró el género Thapsinillas para clasificarlas.
Las tres especies del género son:
- Thapsinillas affinis – bulbul colidorado;
- Thapsinillas longirostris – bulbul de las Sula;
- Thapsinillas mysticalis – bulbul de la Buru;